# 1890 aux échecs
| Années des échecs : 1887 - 1888 - 1889 - 1890 - 1891 - 1892 - 1893    |
| Décennies des échecs : 1860 - 1870 - 1880 - 1890 - 1900 - 1910 - 1920 |

Cet article présente les faits marquants de l'année 1890 aux échecs.

## Événements majeurs
- Le Championnat du monde d'échecs 1890-1891 voit s'affronter le Hongrois Isidor Gunsberg et le tenant du titre, l’Américain d’origine autrichienne Wilhelm Steinitz à New York du 9 décembre 1890 au 22 janvier 1891. Steinitz remporte le match 6 victoires à 4 (et 9 nulles).

## Championnats nationaux
- Empire allemand : Pas de championnat du Congrès[1].
- Canada : Robert Short remporte le championnat[2].
- Écosse : William Neish Walker remporte le championnat[3].
- Suisse : Max Pestalozzi et Artur Poplawski remportent le championnat [4].

## Naissances
- Norman Whitaker

## Nécrologie
- 29 janvier : Preston Ware (en)
- 11 octobre : Ernst Flechsig (en)
- 27 novembre : Walter Grimshaw